# Буенос Айрес еПри 2015
Буенос Айрес еПри 2015 е първото еПри на Аржентина и четвърти кръг в дебютния сезон 2014/2015 на Формула Е. Провежда се на 10 януари 2015 г. на пистата Пуерто Мадеро Стрийт Сиркуит в Буенос Айрес. Състезанието печели Антонио Феликс да Коща пред Никола Прост и Нелсиньо Пикет.

## Преди състезателния ден
В Буенос Айрес се провежда първото в историята съпътстващо старт от Формула Е състезание – Formula E School Series, в което ученици на възраст между 11 и 16 години от десет училища в града се надпреварват в малки електрически болиди по същото трасе в два старта от по 20 минути.
В списъка с пилотите има две промени в сравнение със старта в Пунта дел Есте. В тима на Андрети Аутоспорт Марко Андрети, внук на бившия шампион във Формула 1 Марио Андрети и син на собственика на отбора Майкъл Андрети, замества Матю Брабам, също внук на световен шампион във Формула 1 - Джак Брабам. В Чайна Рейсинг Хо-Пин Тунг, който по време на предишня кръг има ангажимент в 12-те часа на Абу Даби, се завръща на мястото на Антонио Гарсия. Жан-Ерик Верн отново замества далия положителна допинг проба за кокаин Франк Монтани в Андрети Аутоспорт, а Катрин Ледж от Амлин Агури отново има тестове в Юнайтед СпортсКар Чемпиъншип и на нейно място пак стартира Салвадор Дуран.
С най-много гласове в гласуването на феновете за FanBoost са Бруно Сена, Жан-Ерик Верн и Ник Хайдфелд.

## Свободни тренировки, квалификация и наказания
Най-бързо време в първата свободна тренировка дава Себастиен Буеми (1:09.475) пред Лукас ди Граси и Даниел Абт. Тренировката е прекъсната за кратко, след като болидът на Нелсиньо Пикет се удря в предпазната стена при шикана и се налага тя да бъде проверена за евентуални повреди. Буеми (1:08.993) печели и втората свободна тренировка пред ди Граси и да Коща, като и тя е прекъсната заради катастрофа на Стефан Саразен.
Отново Буеми записва най-бързо време в квалификацията за място (1:09.134) пред Хайме Алгерсуари (1:09.161) и Ник Хайдфелд (1:09.367). Катастрофи на Ярно Трули и Лукас ди Граси в шестия завой водят до две прекъсвания на квалификацията, като първият поврежда болида си преди да успее да запише бърза обиколка, заради което стартира от последното място.

## Състезание
Стартът, поне в челото на колоната, минава без инциденти. Буеми запазва първото си място, но в първия завой стартиралият трети Хайдфелд успява да изпревари Алгерсуари. В края на обиколката Микела Черути влиза в бокса за смяна на счупено предно крило. В следващите обиколки има размествания в позициите в цялата колона, като в 14-ата обиколка ди Граси излиза на второ място. Две обиколки по-късно Карун Чандок чупи задното си окачване и катастрофира в предпазната стена, а последвалото излизане на кола на сигурността води до голямо объркване. В очакване тя да излезе на пистата няколко от пилотите, сред които Алгерсуари, Верн и Прост влизат в бокса за смяна на болидите, като се надяват това да им донесе предимство, още повече че Буеми, ди Граси и други настигат изоставащата с няколко обиколки Черути, но нямат право да я изпреварят заради развятите жълти флагове и губят ценно време. Колата на сигурността обаче допуска грешка, защото излиза на пистата и застава пред изпреварения с обиколка Андрети, вместо да изчака междувременно спрелият в бокса водач в състезанието Буеми. Така Буеми и следващите го четири пилоти излизат от бокса пред колата на сигурността и догонват колоната, заемайки място в края ѝ, докато колата на сигурността води колоната пред Андрети и шестия в класирането Алгерсуари. На пистата цари объркване, защото според времената, показвани на екраните водачи в състезанието са Буеми, ди Граси, Хайдфелд, да Коща и Бърд, а според ситуацията на трасето водачи са Алгерсуари, Прост, Верн, Абт и Сервиа. Грешката е оправена в 21-вата обиколка, когато всички пилоти пред Буеми са пропуснати да изпреварят колата на сигурността и да наваксат една обиколка, за да се наредят на правилното си място от шеста позиция нататък, но това е свързано с допълнителен разход на енергия, а надпреварата е подновена в състезателно темпо обиколка по-късно. Междувременно лош късмет при спирането си в бокса имат Бърд, Пикет и Сена. Точно преди да излязат от питлейна, светофарът в неговия край светва червено заради наближаващата мястото на излизане кола на сигурността. Пикет и Сена спират и впоследствие излизат на 14-а и 15-а позиция, а Бърд минава на червено, заради което по-късно е наказан с преминаване през бокса.
След прибирането на колата на сигурността в челната петица се намират Буеми, ди Граси, Хайдфелд, Бърд и да Коща. В 23-тата обиколка обаче Буеми чупи предното си окачване на същото място, на което това прави и Чандок и отпада. Въпросният шикан се превръща в гробница за пилотите, защото там и новият водач на колоната ди Граси чупи задно окачване и отпада в 26-ата обиколка. След края на надпреварата за Буеми и ди Граси, наказанието на Бърд и няколко изпреварвания, в началото на 33-тата обиколка първата петица се състои от Хайдфелд, да Коща, Верн, Алгерсуари и Прост. Хайдфелд обаче получава същото наказание като Бърд заради превишена скорост в бокса и така в рамките на десет обиколки първите четирима се разминават с победата, за да попадне тя в ръцете на имащия сравнително спокоен и незабележим старт да Коща. В последните две обиколки от състезанието настъпват нови размествания. В 34-тата обиколка грешка на движещия се на трето място Верн позволява на Алгерсуари, Прост и Абт да се доближат до него и да имат шанс да се преборят за мястото му. Опит на Абт да изпревари Прост води до агресивна защита на французина, при която Абт остава извън идеалната линия и губи контрол над болида си, при което удря Алгерсуари. Абт чупи окачването си и отпада, а Алгерсуари губи една позиция спрямо Прост. В началото на последната обиколка Хайдфелд минава през бокса, за да изтъпри наказанието си и да Коща повежда колоната и на практика. Третият Прост атакува Верн, който изпуска спирането за първия завой и освен от Прост бива изпреварен и от Алгерсуари и Пикет. Малко по-късно и Сена задминава Прост, а в последните метри Алгерсуари има трудност да задържи повредения си болид на пистата и допуска да бъде изпреварен от Пикет.
В зоната на точките влизат да Коща, Прост, Пикет, Алгерсуари, Сена, Верн, Бърд, Дуран, Хайдфелд и Сервиа. След състезанието Дуран е дисквалифициран заради надвишаване на енергийния лимит и по този начин Саразен също печели една точка. Наказания да стартират с пет и десет места по-назад в следващото състезание получават съответно Пикет (превишена скорост при жълти флагове) и Трули (смяна на скоростна кутия след катастрофата в квалификацията). Впоследствие се оказва, че наказанието на Трули е наложено още за старта в Буенос Айрес, но изтърпяването му остава незабелязано, тъй като той не записва време и така или иначе стартира от последното място. Към времето на Тунг са прибавени 25 секунди наказание заради по-бързо от разрешеното спиране в бокса.

## Резултати

### Квалификация
| Поз.      | №  | Пилот                  | Отбор             | Време    | Разлика | Решетка |
| --------- | -- | ---------------------- | ----------------- | -------- | ------- | ------- |
| 1         | 9  | Себастиен Буеми        | е.дамс-Рено       | 1:09.134 |         | 1       |
| 2         | 3  | Хайме Алгерсуари       | Върджин Рейсинг   | 1:09.161 | +0.027  | 2       |
| 3         | 23 | Ник Хайдфелд           | Венчъри Гран При  | 1:09.367 | +0.233  | 3       |
| 4         | 2  | Сам Бърд               | Върджин Рейсинг   | 1:09.388 | +0.254  | 4       |
| 5         | 11 | Лукас ди Граси         | Ауди Спорт АБТ    | 1:09.521 | +0.387  | 5       |
| 6         | 27 | Жан-Ерик Верн          | Андрети Аутоспорт | 1:09.527 | +0.393  | 6       |
| 7         | 8  | Никола Прост           | е.дамс-Рено       | 1:09.636 | +0.502  | 7       |
| 8         | 55 | Антонио Феликс да Коща | Амлин Агури       | 1:09.658 | +0.524  | 8       |
| 9         | 99 | Нелсиньо Пикет         | Чайна Рейсинг     | 1:09.742 | +0.608  | 9       |
| 10        | 5  | Карун Чандок           | Махиндра Рейсинг  | 1:09.875 | +0.741  | 10      |
| 11        | 30 | Стефан Саразен         | Венчъри Гран При  | 1:10.165 | +1.031  | 11      |
| 12        | 66 | Даниел Абт             | Ауди Спорт АБТ    | 1:10.329 | +1.195  | 12      |
| 13        | 6  | Ориол Сервиа           | Драгън Рейсинг    | 1:10.588 | +1.454  | 13      |
| 14        | 28 | Марко Андрети          | Андрети Аутоспорт | 1:10.713 | +1.579  | 14      |
| 15        | 88 | Хо-Пин Тунг            | Чайна Рейсинг     | 1:11.049 | +1.915  | 15      |
| 16        | 77 | Салвадор Дуран         | Амлин Агури       | 1:11.331 | +2.197  | 16      |
| 17        | 18 | Микела Черути          | Трули ГП          | 1:11.785 | +2.651  | 17      |
| 18        | 7  | Жером Д'Амброзио       | Драгън Рейсинг    | 1:12.239 | +3.105  | 18      |
| 19        | 21 | Бруно Сена             | Махиндра Рейсинг  | 1:13.209 | +4.075  | 19      |
| -         | 10 | Ярно Трули             | Трули ГП          | 0        | 0       | 20      |
| Източник: |    |                        |                   |          |         |         |

### Състезание
| Поз.      | №  | Пилот                  | Отбор             | Обиколки | Време/Отпадане   | Място | Точки |
| --------- | -- | ---------------------- | ----------------- | -------- | ---------------- | ----- | ----- |
| 1         | 55 | Антонио Феликс да Коща | Амлин Агури       | 35       | 48:52.100        | 7     | 25    |
| 2         | 8  | Никола Прост           | е.дамс-Рено       | 35       | +5.354           | 5     | 18    |
| 3         | 99 | Нелсиньо Пикет         | Чайна Рейсинг     | 35       | +8.552           | 6     | 15    |
| 4         | 3  | Хайме Алгерсуари       | Върджин Рейсинг   | 35       | +11.148          | 2     | 12    |
| 5         | 21 | Бруно Сена             | Махиндра Рейсинг  | 35       | +11.535          | 14    | 10    |
| 6         | 27 | Жан-Ерик Верн          | Андрети Аутоспорт | 35       | +13.319          | = 0   | 82    |
| 7         | 2  | Сам Бърд               | Върджин Рейсинг   | 35       | +13.617          | 3     | 82    |
| 8         | 23 | Ник Хайдфелд           | Венчъри Гран При  | 35       | +15.464          | 5     | 4     |
| 9         | 6  | Ориол Сервиа           | Драгън Рейсинг    | 35       | +19.334          | 4     | 2     |
| 10        | 30 | Стефан Саразен         | Венчъри Гран При  | 35       | +28.973          | 1     | 1     |
| 11        | 88 | Хо-Пин Тунг            | Чайна Рейсинг     | 35       | +1:12.8583       | 4     |       |
| 12        | 28 | Марко Андрети          | Андрети Аутоспорт | 34       | +1 обиколка      | 2     |       |
| 13        | 66 | Даниел Абт             | Ауди Спорт АБТ    | 33       | +2 обиколки      | 1     |       |
| 14        | 7  | Жером Д'Амброзио       | Драгън Рейсинг    | 33       | +2 обиколки      | 4     |       |
| Отп       | 10 | Ярно Трули             | Трули ГП          | 30       | Механика         | 5     |       |
| Отп       | 11 | Лукас ди Граси         | Ауди Спорт АБТ    | 26       | Окачване         | 11    |       |
| Отп       | 9  | Себастиен Буеми        | е.дамс-Рено       | 23       | Окачване         | 16    | 31    |
| Отп       | 18 | Микела Черути          | Трули ГП          | 20       | Механика         | 1     |       |
| Отп       | 5  | Карун Чандок           | Махиндра Рейсинг  | 15       | Окачване         | 9     |       |
| Дис       | 77 | Салвадор Дуран         | Амлин Агури       | 35       | Дисквалификация4 | 4     |       |
| Източник: |    |                        |                   |          |                  |       |       |

Балежки:
- 1 – Три точки за първо място в квалификациите.
- 2 – Две точки за най-бърза обиколка.
- 3 – Хо-Пин Тунг е наказан с 35 секунди за по-бързо от разрешеното спиране в бокса.
- 4 – Салвадор Дуран е дисквалифициран заради надвишаване на енергийния лимит.

## Класиране след състезанието
| Поз | Пилот           | Точки |
| --- | --------------- | ----- |
| 1   | Лукас ди Граси  | 58    |
| 2   | Сам Бърд        | 48    |
| 3   | Себастиен Буеми | 43    |
| 4   | Никола Прост    | 42    |
| 5   | Нелсиньо Пикет  | 37    |

| Поз | Конструктор       | Точки |
| --- | ----------------- | ----- |
| 1   | е.дамс-Рено       | 85    |
| 2   | Върджин Рейсинг   | 74    |
| 3   | Ауди Спорт АБТ    | 62    |
| 4   | Андрети Аутоспорт | 41    |
| 5   | Драгън Рейсинг    | 38    |